# Alianza Americana Anticomunista

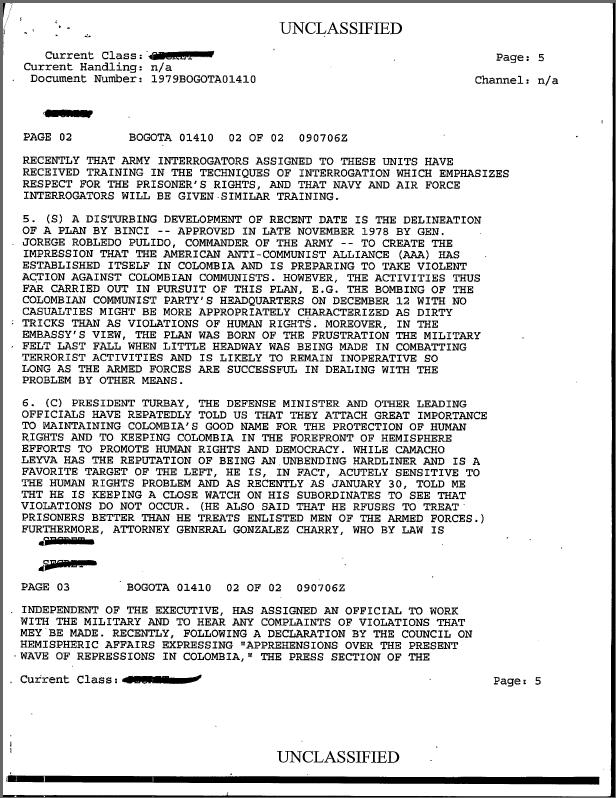
Documento da Embaixada dos Estados Unidos detalhando a formação da AAA sob o BINCI do Exército Nacional da Colômbia.

Alianza Americana Anticomunista ("Aliança Americana Anticomunista", "AAA", "Triple A") foi um grupo paramilitar de extrema-direita que operou principalmente na Colômbia entre 1978 e 1979.
Acusações contemporâneas e documentos desclassificados da Embaixada dos Estados Unidos vincularam a criação e operação deste grupo a membros de um batalhão do Exército Nacional Colombiano utilizando o nome Triple A como um rótulo.

## Fundação
Um relatório de 1979 da Embaixada dos Estados Unidos em Bogotá, Colômbia, detalha que, o então general Jorge Robledo Pulido e membros do Batallón Único de Inteligencia y Contrainteligencia "Charry Solano" (BINCI) estiveram diretamente envolvidos na criação da AAA. O relatório descreve um plano destinado "para criar a impressão de que a Alianza Americana Anticomunista estabeleceu-se na Colômbia, e estava se preparando para tomar medidas violentas contra os comunistas locais". 

## Acusações e atividades
Em dezembro de 1978, a Alianza Americana Anticomunista bombardeou a sede do Partido Comunista Colombiano, e, posteriormente, o jornal do Partido Comunista Voz Proletaria. O bombardeio da sede do Partido Comunista deixou vítimas de acordo com o relatório da Embaixada dos Estados Unidos em 1979, que descreve as atividades contemporâneas da Triple A, como "mais adequadamente caracterizadas como golpes sujos" de abusos dos direitos humanos. 
O BINCI foi acusado de participar de uma série de outros atentados, sequestros e assassinatos contra esquerdistas e abusos dos guerrilheiros detidos entre os anos de 1978 e 1979. Em uma carta aberta publicada em 29 de novembro de 1980 pelo jornal mexicano El Día, cinco indivíduos identificados como ex-militares colombianos detalham uma série de atividades realizadas pelo pessoal do BINCI operando como Triple A. Entre os implicados nas operações do Triple A estão o então tenente Mario Montoya Uribe, que teria participado do atentado ao Voz Proletaria, e o então tenente-coronel Harold Bedoya, o comandante do BINCI que teria dado ordens para vários do pessoal envolvido. 
A publicação de 1992, El Terrorismo de Estado en Colombia, elaborada por uma coalizão de grupos de direitos humanos, que incluiu o movimento pacifista católico Pax Christi Internacional, repetiu as denúncias encontradas no artigo El Día.

### Avaliação dos Estados Unidos
Em 1999, a Agência de Inteligência de Defesa (DIA) concluiu que não havia evidências que sustentassem as acusações sobre o envolvimento do general Mario Montoya Uribe no Triple A, citando a informação como "uma campanha difamatória de ONGs que remonta 20 anos".  Esta negação levou à apreciação do pedido do Arquivo de Segurança Nacional e posterior desclassificação do documento da Embaixada de 1979.